# وایت هال (ایلینوی)
وایت هال، ایلینوی (به انگلیسی: White Hall, Illinois) یک شهر در ایالات متحده آمریکا با جمعیت ۲٬۶۲۹ نفر است که در ایلی‌نوی واقع شده‌است.

## موقعیت جغرافیایی
موقعیت جغرافیایی شهرها و مناطق اطراف به شرح زیر است: